# Phyllocnema scotti
Phyllocnema scotti là một loài bọ cánh cứng trong họ Cerambycidae.